# Sesia (cannoniera)
La Sesia è stata una cannoniera lacuale della Marina del Regno di Sardegna.

## Storia
Costruita nel 1859 presso i cantieri Forges et Chantiers de la Méditerranée di La Seyne-sur-Mer come chaloup cannoniére demontable no. 7, la Sesia faceva parte di una classe di dieci unità commissionate dalla Marina francese per la campagna militare in Nord Italia (seconda guerra d'indipendenza). Dopo il completamento a La Seyne, la nave si trasferì da Tolone a Genova il 28 giugno 1859 e lì, così come quattro unità gemelle, venne smontata e trasferita mediante un difficile trasporto via ferrovia e ponti di barche fino a Desenzano del Garda, ove fu riassemblata.
La seconda guerra d'indipendenza ebbe tuttavia fine prima che l'assemblaggio delle cannoniere avesse termine, così che, il 16 agosto 1859, esse furono donate al Regno di Sardegna, venendo così completate per conto della Marina di tale nazione.
Il 2 febbraio 1860 alle cinque cannoniere venne assegnato un nome: la no. 7 divenne Sesia ed andò a formare, con le altre, la Regia Flottiglia del Lago di Garda, di base a Sirmione.
Tuttavia lo scarso armamento delle cinque unità della classe fu fonte di non poche preoccupazioni, tanto che si pensò, in caso di invasione da parte delle truppe austroungariche, di ritirarle od autoaffondarle, piuttosto che impiegarle in combattimento.
Nell'agosto 1860 il governo del Regno di Sardegna, su richiesta degli abitanti della sponda lombarda del lago (che non era servita da battelli, essendo tutti i piroscafi del lago di proprietà austro-ungarica e quindi impiegati solo sulle sponde veneta e trentina), dispose che ogni 15 giorni una delle cannoniere effettuasse dei viaggi di trasporto passeggeri a Salò e Limone sul Garda.

## L'affondamento
Il mattino dell'8 ottobre 1860 la Sesia lasciò l'isola di Lechi per un viaggio di trasporto passeggeri, attraversò il golfo di Salò, imbarcò a Fasano numerosi nobili e patrioti in gran parte veronesi (che avevano organizzato un viaggio di protesta per la fucilazione, avvenuta alcuni giorni prima, di un patriota di Bardolino), e diresse poi a Limone, dove si ormeggiò per un'ora, mentre i passeggeri scendevano a terra. A mezzogiorno, dopo aver ripreso a bordo i passeggeri scesi a terra più alcuni altri provenienti da Limone e Tremosine, la Sesia, con a bordo in tutto 60 persone (41 passeggeri e 19 membri dell'equipaggio), lasciò Limone per il viaggio di ritorno, ma dopo aver percorso meno di due miglia fu scossa, a circa 400 metri dalla località di Bine, dallo scoppio della caldaia: l'esplosione sollevò il ponte di coperta e devastò la poppa, e la cannoniera iniziò ad affondare rapidamente di prua. Un marinaio riuscì a tagliare il cavo che legava alla cannoniera una imbarcazione (secondo le relazioni dell'epoca un palischermo) sulla quale poterono prendere posto l'ufficiale comandante della nave e sei marinai, che provvidero poi a recuperare sei passeggeri vivi, oltre ad un settimo che era però già deceduto. Una scialuppa inviata dal comando austriaco di Malcesine salvò altri due passeggeri e tre marinai, mentre i restanti – tra cui tutte le numerose donne che si trovavano tra i passeggeri – affondarono con la nave od annegarono nelle acque del lago.
Nel disastro della Sesia perirono complessivamente 42 persone (33 passeggeri e 9 membri dell'equipaggio), mentre i superstiti furono in tutto 18 (otto passeggeri e 10 marinai).
Le cause dell'esplosione della caldaia non poterono essere accertate. Si trattò probabilmente di uno scoppio accidentale, come avvenne più volte all'epoca, causato dalla dilatazione di un deposito calcareo accumulatosi sul fondo della caldaia e poi repentinamente surriscaldato, ma venne avanzata anche l'ipotesi di un attentato austriaco, volto a colpire i numerosi patrioti italiani imbarcati sulla cannoniera.
Un obelisco marmoreo sulla riva di Bine, di fronte al luogo del disastro, ricorda le vittime del naufragio.

## Il ritrovamento
La cannoniera Sesia è stata ritrovata il 4 marzo 2012 dal Nucleo Sommozzatori del Gruppo Volontari del Garda di Salo' (BS).
Il relitto giace a 334 metri di profondità, 2 miglia a Sud di Limone a circa 500 metri dalla costa.